# 마리보 (덴마크)

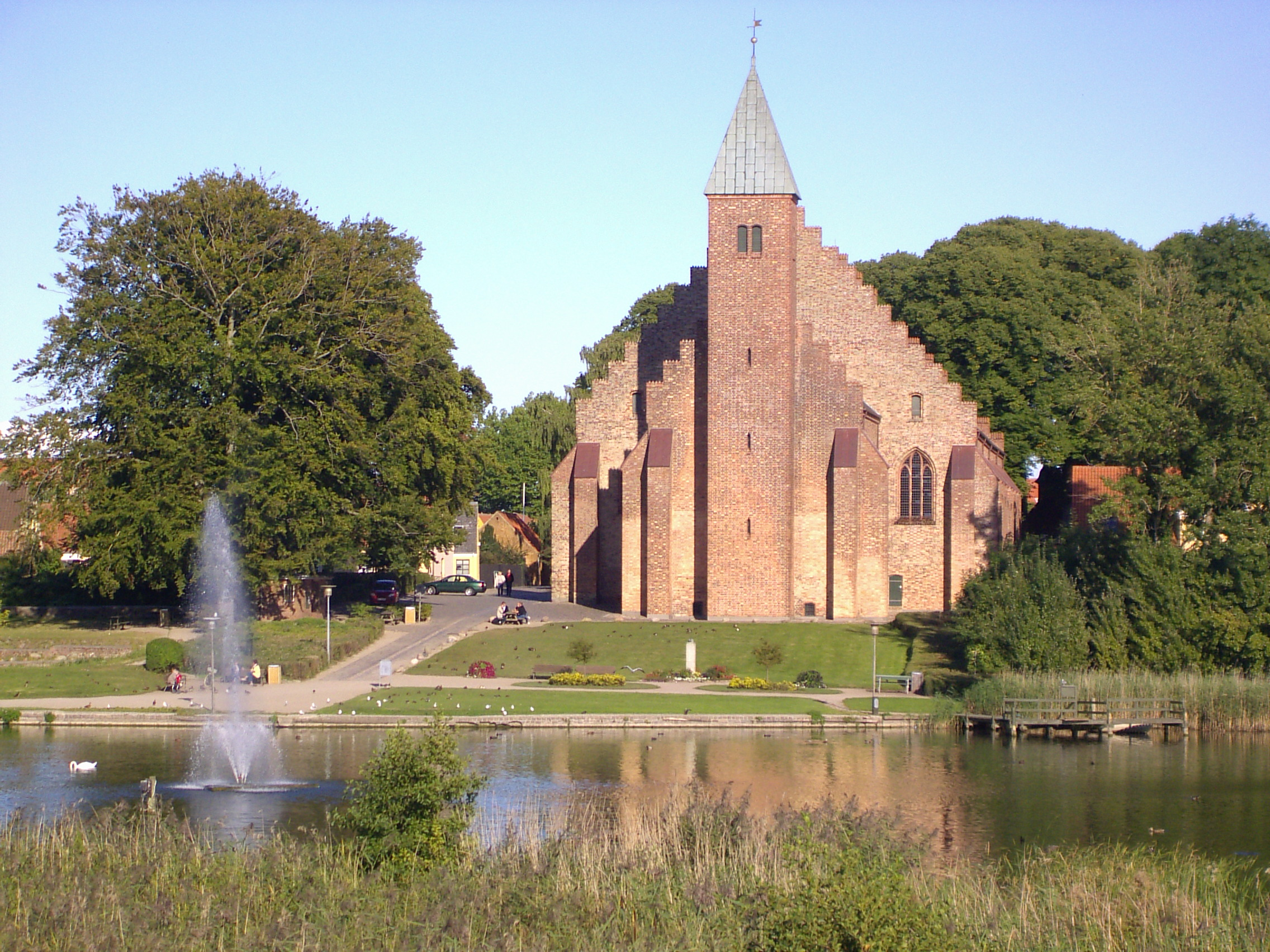
마리보 성당

마리보(덴마크어: Maribo)는 덴마크 롤란섬에 위치한 중심 도시이자 옛 시장도시로, 면적은 891.92km2, 인구는 마리보 자체로는 5,790명(2020년 기준), 광역권은 41,105명(2020년 기준)이다. 마리보는 이곳에 위치한 장엄한 옛 수도교회이자 랜드마크인 마리보 대성당을 통하여 "마리보 대성당도시"(Domkirkebyen Maribo)라는 이름으로도 알려져 있다. 마리보는 덴마크의 시인 겸 성직자인 카이 뭉크(Kaj Munk)의 출생지이기도 하다.

시 문장